# Narodowa Demokracja
Die Nationale Demokratie (polnisch Narodowa Demokracja, ND; nach den beiden Anfangsbuchstaben auch Endecja) war eine polnische nationalistische, konservative und antisemitische Bewegung, die Ende des 19. Jahrhunderts auf die Initiative von Roman Dmowski entstand und bis zum Ende des Zweiten Weltkriegs existierte.

## Geschichte
Nach der Unabhängigkeit Polens wurde die zum Lager der Endecja gehörende Partei Związek Ludowo-Narodowy (ZLN; „Volksnationaler Verband“) bei der Wahl zum verfassunggebenden Sejm stärkste Kraft. Sie erhielt 29 Prozent der Stimmen und 140 der 394 Sitze. Mit Władysław Grabski stellte der ZLN von Juni bis Juli 1920 und erneut von Dezember 1923 bis November 1925 den Ministerpräsidenten. Zur Wahl 1922 schloss sich der ZLN mit Christdemokraten („Chadecja“) und Konservativen zum Christlichen Verband der nationalen Einheit (ChZJN) zusammen, der mit 29 Prozent der Stimmen und 163 der nun 444 Sitze im Sejm wiederum stärkste Kraft wurde.
Bei der ersten Präsidentschaftswahl am 9. Dezember 1922 unterstützten die Nationaldemokraten den Grafen Maurycy Zamoyski, der jedoch im fünften Wahlgang gegen Gabriel Narutowicz vom linken Flügel der Bauernpartei unterlag. Das nationalistische Lager demonstrierte gegen die Wahl Narutowiczs und verbreitete antisemitische Hetze. Der fanatische Nationalist Eligiusz Niewiadomski ermordete den neuen Präsidenten eine Woche nach seiner Wahl. Bei der dadurch ausgelösten erneuten Präsidentschaftswahl am 20. Dezember 1922 nominierte der ZLN den Philologieprofessor Kazimierz Morawski, der gleich im ersten Wahlgang gegen Stanisław Wojciechowski (PSL Piast) verlor.
Nach dem Staatsstreich des Marschalls Józef Piłsudski vom 12. bis 15. Mai 1926 in Polen (Maiputsch) im Jahr 1926 wurde die Endecja systematisch vom Regierungslager (Sanacja) bekämpft. Als Antwort darauf entstand die außerparlamentarische Opposition Obóz Wielkiej Polski („Großpolnisches Lager“, OWP) mit Dmowski als Anführer, in welcher sich vor allem nationalistische Jugendliche sammelten. Hauptziel des OWP war der außerparlamentarische Kampf mit der Sanacja um die Staatsmacht. Das Großpolnische Lager hatte ca. 300.000 Mitglieder. Die Organisationen der Nationaldemokratischen Partei umfassten zu dieser Zeit politische Parteien, Gewerkschaften, Jugendorganisationen, Frauen- und Sportverbände. 1933 wurde das OWP durch die Sanacja verboten. Die Mitglieder und Sympathisanten wurden schikaniert.
Das OWP setzte seinen Kampf 1934 als Obóz Narodowo-Radykalny (Nationalradikales Lager, ONR) fort und wurde nach nur wenigen Monaten wiederum verboten, nachdem die Endecja eine noch radikalere Richtung einschlug (Narodowy Radykalizm, „Nationaler Radikalismus“).
Im Zweiten Weltkrieg gründeten die Nationalen Demokraten ihre eigenen Untergrundorganisationen, wie die Narodowa Organizacja Wojskowa, Narodowe Siły Zbrojne und Narodowe Zjednoczenie Wojskowe. Sie wurden von den nationalsozialistischen deutschen und sowjetischen Besatzern, den ukrainischen Nationalisten und den polnischen Kommunisten bekämpft. Wieder andere Gruppen der Bewegung kollaborierten mit den deutschen Besatzungsbehörden, da sie das NS-Regime – verglichen mit den Juden – als „das kleinere Übel“ ansahen. Die nationale Bewegung wurde während des Kriegs fast vollständig zerstört, die meisten Anhänger gingen nach dem Krieg ins Exil oder setzten ihren Kampf gegen das kommunistische Regime als Partisanen fort.

## Ideologie
Die ideologische Grundlagen der Partei waren die programmatischen Schriften Roman Dmowskis, der als geistiger Vater der polnischen Nationalbewegung gilt. Sie strebte einen monoethnischen, katholischen Staat an (Inkorporationskonzept) und stand damit im Widerspruch zum Konzept einer multiethnischen Föderation (Zwischenmeerland) Józef Piłsudskis.
Die Bewegung betonte ihre antisemitischen Positionen und hatte das Ziel, Juden aus dem sozialen und wirtschaftlichen Leben Polens auszuschließen und sie letzten Endes zur Emigration zwingen. In den 1930er Jahren fanden antisemitische Aktionen: Boykotte, Demonstrationen und sogar Pogrome statt, die durch die ND organisiert bzw. inspiriert waren.

## Nationale Organisationen vor dem Zweiten Weltkrieg
- Liga Polska: 1887–1893
- Liga Narodowa: 1893–1928
- Stronnictwo Narodowo-Demokratyczne: 1897–1919
- Związek Ludowo-Narodowy: 1919–1928
- Obóz Wielkiej Polski: 1926–1933
- Stronnictwo Narodowe: 1928–1947/im Exil

Jugendorganisationen
- Młodzież Wszechpolska: 1922–1945 und ab 1989
- Ruch Młodych: 1927–1933
- Obóz Narodowo-Radykalny: 1934
- Ruch Narodowo-Radykalny Falanga: 1935–1939

## Untergrundorganisationen 1939–1947
- Narodowa Organizacja Wojskowa: 1939–1942
- Związek Jaszczurczy: 1939–1942
- Narodowo-Ludowa Organizacja Wojskowa: 1939–1942
- Konfederacja Narodu: 1940–1943
- Narodowe Siły Zbrojne: 1942–1947
- Narodowe Zjednoczenie Wojskowe: 1944–1947